# Otrokiw
Otrokiw (ukr. Отроків, pol. Otroków) – wieś na Ukrainie, w obwodzie chmielnickim, w rejonie nowouszyckim.

## Zamek

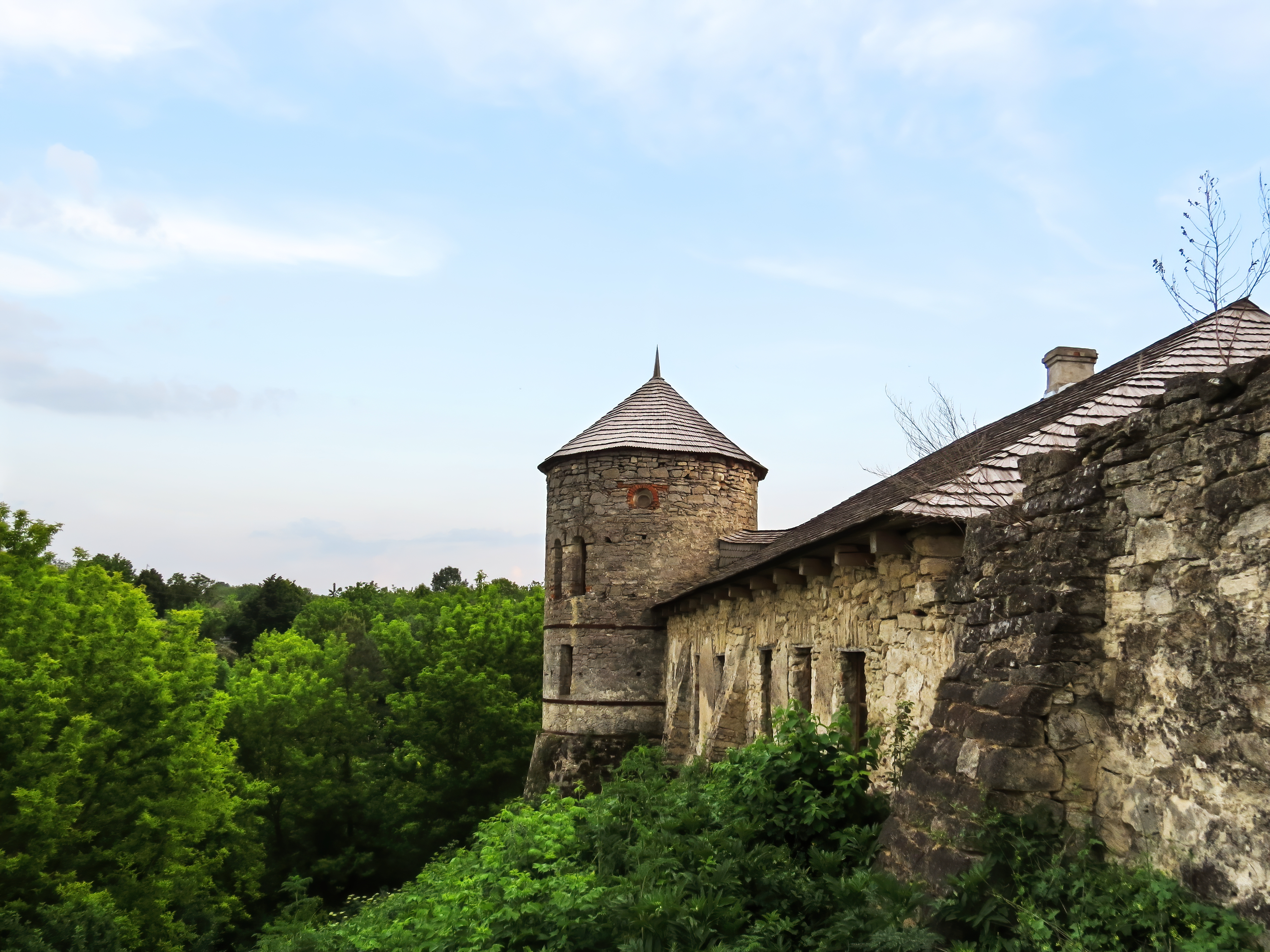
Zamek w Otrokowie

- zamek wybudowany w XIX w. przez Ignacego Ścibor Marchockiego na planie kwadratu[1], na wyniosłym wzgórzu w miejscu dworu, przy parku zwanym Białowieżą[2]. Obiekt miał przypominać średniowieczny kasztel[3]. Ignacy Ścibor Marchocki urządził tu swego rodzaju państwo.